# Bad Girls (singolo Donna Summer)
Bad Girls è il secondo singolo estratto dall'album Bad Girls della cantautrice statunitense Donna Summer, pubblicato nel 1979 dall'etichetta Casablanca Records.

## Descrizione
Il brano fu scritto dalla Summer e dal gruppo statunitense Brooklyn Dreams.

## Successo commerciale
Raggiunse la 1ª posizione nella Billboard Hot 100 per cinque settimane diventando, parallelamente a Hot Stuff, il maggior successo della cantante negli Stati Uniti.

## Classifiche

### Classifiche settimanali
| Classifica (1979)        | Posizione massima |
| ------------------------ | ----------------- |
| Australia                | 14                |
| Austria                  | 23                |
| Belgio (Fiandre)         | 5                 |
| Canada                   | 1                 |
| Francia                  | 17                |
| Germania                 | 9                 |
| Irlanda                  | 23                |
| Italia                   | 18                |
| Norvegia                 | 8                 |
| Nuova Zelanda            | 6                 |
| Paesi Bassi              | 10                |
| Regno Unito              | 14                |
| Stati Uniti              | 1                 |
| Stati Uniti (dance club) | 1                 |
| Stati Uniti (R&B)        | 1                 |
| Svezia                   | 13                |
| Svizzera                 | 5                 |

### Classifiche di fine anno
| Classifica (1979) | Posizione |
| ----------------- | --------- |
| Belgio (Fiandre)  | 37        |
| Canada            | 10        |
| Italia            | 74        |
| Nuova Zelanda     | 35        |
| Stati Uniti       | 2         |